# (12606) Apuleius
(12606) Apuleius ist ein Asteroid des inneren Hauptgürtels, der am 24. September 1960 von dem niederländischen Astronomenehepaar Cornelis Johannes van Houten und Ingrid van Houten-Groeneveld entdeckt wurde. Die Entdeckung geschah im Rahmen des Palomar-Leiden-Surveys, bei dem von Tom Gehrels mit dem 120-cm-Oschin-Schmidt-Teleskop des Palomar-Observatoriums aufgenommene Feldplatten an der Universität Leiden durchmustert wurden.
Die Sonnenumlaufbahn des Asteroiden ist mit einer Exzentrizität von 0,2648 stark elliptisch.
(12606) Apuleius wurde am 24. November 2007 nach Apuleius benannt, der ein antiker römischer Schriftsteller und Redner des 2. Jahrhunderts n. Chr. war. Als das bedeutendste Werk Apuleius’ wird sein Roman Metamorphosen angesehen, auch bekannt als Der goldene Esel. In den Roman eingebettet ist die Erzählung von Amor und Psyche.